# نص الليل (مسرحية)
عرضت المسرحية في سنة 2014 على مسرح نادي القادسية
بطولة عبد العزيز المسلم وباسمة حمادة وآلاء الهندي وعبد الله الخضر وعبدالله البدر ومحمد جمال الشطي وثامر الشعيبي وهيا الشعيبي وإيمان فيصل، في الواقع هي مسرحية رعب تلمسها لقطات فكاهية للتنوع في المشاهد.

## القصة
تدور أحداث القصة حول شابة حدث لها مس شيطاني ويريد أقاربها أن يقلعوا هذا المس عن طريق احضار أبو جبل في خبرته باخراج الجن من أجساد البشر وإزالة المس.

## حقائق
يقال ان الديكور ضخم جداً على خشبة المسرح وشبيه جدا بمسرحية زمن دراكولا. ويقال أيضاً أن القصة حقيقية وقعت على شابة بريطانية . يجسد عبد العزيز المسلم دور أبو جبل